# 유성여자고등학교 (경북)
유성여자고등학교(裕盛女子高等學校)는 대한민국 경상북도 포항시 북구 우현동에 위치한 사립 고등학교이다.

## 학교 연혁
- 1960년 5월 9일 : 재단 법인 성인학원 설립 인가
- 1974년 4월 18일 : 이사장 장부두 선생 취임
- 1974년 7월 29일 : 재단법인에서 학교법인으로 조직 변경 인가
- 1975년 11월 14일 : 유성여자고등학교 설립 인가(각 학년 4학급 전 12학급)
- 1976년 1월 13일 : 학칙 변경 인가(각 학년 6학급 전 18학급)
- 1976년 3월 1일 : 초대 교장 장부두 선생 취임
- 1976년 3월 5일 : 1976학년도 제1회 입학식(개교)
- 1978년 2월 3일 : 학칙 변경 인가(각 학년 주간 7학급, 야간 2학급 전 27학급)
- 1979년 2월 28일 : 철근콘크리트 스라브즙 3층 건물중 2층 4개 교실 준공(본관)
- 1979년 1월 6일 : 제1회 졸업식(232명)
- 1979년 12월 29일 : 학교법인 유성교육재단(정관 변경)
- 1982년 10월 8일 : 학칙 변경 인가(각 학년 12학급 전 36학급)
- 1982년 11월 20일 : 어학실, 과학실, 도서실, 가사실, 8개 교실 준공
- 1984년 11월 2일 : 철근콘크리트 테라스 강당 준공(1,296m2)
- 1985년 12월 20일 : 철근콘크리트 스라브즙 3층 교실(6개 교실) 준공
- 1986년 3월 5일 : 교지 “德松” 창간
- 2005년 1월 28일 : 제6대 이사장 장현욱 선생 취임
- 2023년 2월 8일 : 제45회 졸업식(187명)
- 2023년 3월 2일 : 제8대 교장 남미란 선생 취임

## 참고 자료
- 유성여자고등학교 - 한국교육학술정보원 학교알리미